# Hypalastoroides slevini
Hypalastoroides slevini är en stekelart som först beskrevs av Richard Mitchell Bohart 1948.  Hypalastoroides slevini ingår i släktet Hypalastoroides och familjen Eumenidae. Inga underarter finns listade i Catalogue of Life.